# 唐鵬
唐鵬（1981年2月4日—），香港男子乒乓球运动员。

## 簡歷
唐鵬6歲開始打球，1994年進入省市隊，1997年入選國家隊，右手橫握球拍弧圈結合快攻打法。 正手反膠、反手生膠，打法與王濤相似。他的特點是速度快，打法凶狠，前三板的技術突出，其中反手快速彈打是特長。十運會後加盟香港隊。 
2010年11月，唐鵬代表香港出戰廣州亞運會，參加乒乓球比賽的男子雙打（夥拍：江天一）、混合雙打（夥拍：帖雅娜）及團體項目。
2012年倫敦奧運，唐鵬與江天一、梁柱恩組成的香港男子乒乓球隊于半準決賽中3：2戰勝日本隊，歷史上首次殺入男子團體準決賽。隨後，他們以0:3負於韓國隊而止步四強。而在銅牌戰中，香港隊1:3不敵德國隊，無緣奧運獎牌。

## 得獎
- 1998年 全國乒協杯男單第五，全國少年總決賽男單冠軍
- 1999年 亞洲少年錦標賽男團冠軍，男雙亞軍，男單第三
- 2003年 亞錦賽男團冠軍，男單亞軍，男雙、混雙第三名
- 2008年 世乒賽男團季軍。
- 2010年 國際乒聯巡迴賽奧地利公開賽香港組合江天一/唐鵬搭檔獲得男雙冠軍。
- 2012年 倫敦奧運男團第四。